# エルヘムバト
エルヘムバト（モンゴル語:ᠡᠷᠬᠢᠮᠪᠠᠳᠤ 転写：Erkimbatu）は、中華人民共和国、中華民国、満洲国の政治家。モンゴル族。日本語の表記としては、オルチンバト、エルチンバトなどもある。

## 事績

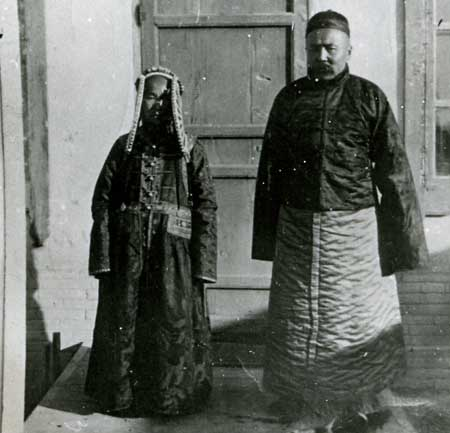
右の人物がエルヘムバト

幼年時代は、満洲語・モンゴル語・漢語を学習した。その後、ハイラル蒙旗学校に入学する。1898年（光緒24年）、父を後継して新バルグ左翼正白旗第二佐の第9代佐領となった。1922年（民国11年）、左翼総管に昇進している。1926年（民国15年）、エルヘムバトは新バルグ左翼に初の公立学校を創設した。これとは別に医学学校も開設している。エルヘムバト自身も医術を身につけており、領内の民衆を診察・看病している。
満州国建国後の1934年（康徳元年）、左翼総管衙門が左翼旗公署に改組されたが、エルヘムバトは旗長として引き続き留任している。1936年（康徳3年）4月、興安北省省長の凌陞が関東軍により処刑されると、エルヘムバトが後任の興安北省省長に就任した。以後、満州国が崩壊する1945年（康徳12年）8月まで、9年にわたりこの地位にあり続ける。内政手腕に長じていたエルヘムバトは、遊牧民が多数を占める省内民衆の生活改善に尽力し、声望も大きかった。
満州国崩壊後、エルヘムバトはソ連の支援を受けてハイラルに設立されたフルンボイル自治省政府（後にフルンボイル地方自治政府と改称）の主席に就任した。エルヘムバトはソ連との連携を強化しつつ、省内の混乱を鎮めることに専念した。また、同年11月からは、中国共産党との連携を開始するようになる。省政府主席にあった間にも、ソ連からの支援物資などを運用して民政の充実に努力し、バルグ合作社、バルグ蒙古医院などを設立している。
1946年（民国35年）11月、自治省政府がフルンボイル地方自治政府に改称される。以後、エルヘムバトは中国共産党政権に傾斜し、これに参加することになっていく。1948年1月、内モンゴル自治区による統一自治が開始されると、エルヘムバトはウランフからフルンボイル盟の初代盟長に任命された。中華人民共和国建国後には、北京を訪問して毛沢東と対面している。1951年7月13日、ハイラルで病没。享年70。

## 注
1. ↑  日本語での表記は、二木（2010）、157頁によった。
2. 1 2 3 4  内蒙古新巴爾虎左翼党建網